# Laguna La Paraguaya
La laguna La Paraguaya es un espejo de agua perteneciente a la cuenca endorreica del sistema de las Encadenadas del Oeste, en la provincia de Buenos Aires, Argentina. 
Es la quinta y más pequeña de las lagunas del mencionado sistema; recibiendo los aportes de la laguna Del Venado a través de un canal; y descargando sus aguas sobre la laguna Epecuén a través de otro canal, con la que se encuentra unida en época de crecientes formando un solo espejo de agua.
- Datos: Q5969085